# Vágudva
Vágudva (szlovákul Udiča) község Szlovákiában, a Trencséni kerületben, a Vágbesztercei járásban. Kölesfalva, Nagyudva, Sárosfalu és Vágköre egyesítésével jött létre.

## Fekvése
Vágbesztercétől 7 km-re északnyugatra fekszik.

## Története
A régészeti leletek tanúsága szerint területe ősidők óta lakott. Az újkőkor, a lausitzi és puhói kultúrához kötődő főként cserépmaradványok, a rézkorból a bosáci kultúra kőeszközei, a római és szláv időszakból településmaradványok kerültek itt elő.

A mai falu első írásos említése 1321-ből Károly Róbert okleveléből származik, aki Kis- és Nagyudvát más birtokokkal együtt Kilián fia Andrásnak adta.

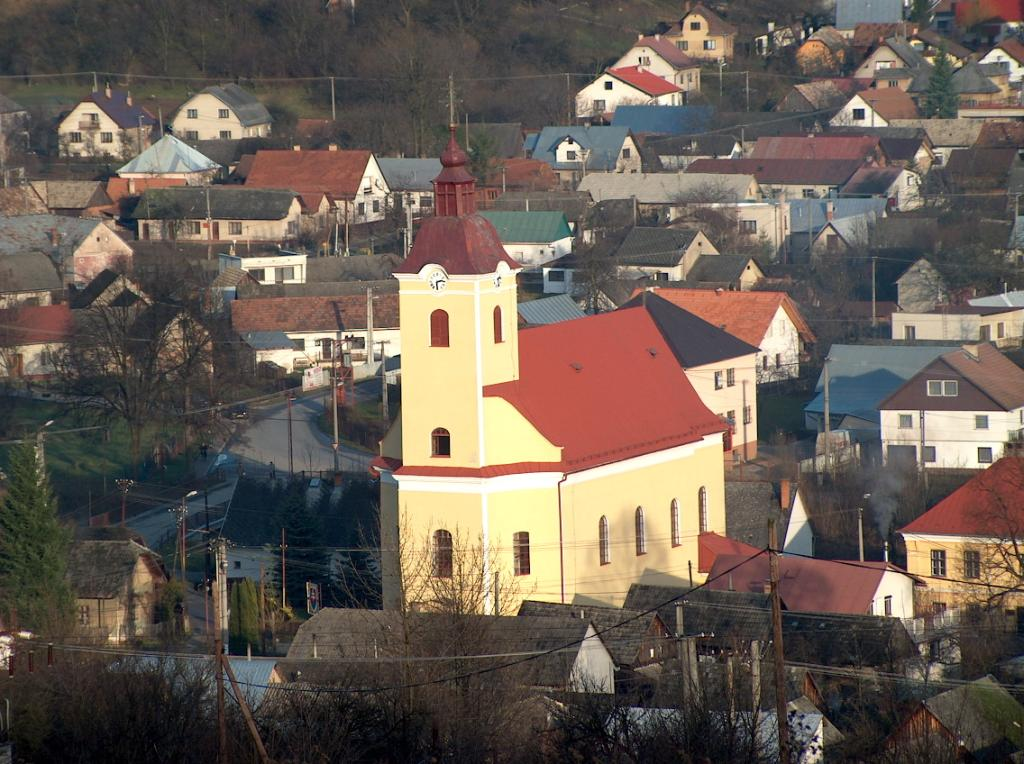
A nagyudvai római katolikus templom

Vágkörét 1408-ban említik először, Lednic várának uradalmához tartozott.
A trianoni békéig mind a négy település Trencsén vármegye Vágbesztercei járásához tartozott.
Kis- és Nagyudvát 1958-ban egyesítették. Vágköre területét 1960-ban csatolták hozzá.

## Népessége
| Év:            | 1994. | 2004.   | 2014.   | 2024.   |
| -------------- | ----- | ------- | ------- | ------- |
| Emberek száma: | 2203  | 2234    | 2193    | 2249    |
| Eltérés:       |       | +1,40 % | -1,83 % | +2,55 % |

| Év:            | 2023. | 2024.   |
| -------------- | ----- | ------- |
| Emberek száma: | 2228  | 2249    |
| Eltérés:       |       | +0,94 % |

1910-ben Kis- és Nagyudvának 661, Vágkörének 107, Kölesfalvának 443, Sárosfalunak 169, túlnyomórészt szlovák lakosa volt.
2001-ben 2189 lakosából 2164 szlovák volt.
2011-ben 2178 lakosából 2103 szlovák volt.

## Nevezetességei
- Nagyudva római katolikus temploma 1780 és 1783 között épült késő barokk stílusban, a korábbi 14. századi templom bővítésével és átépítésével. 1831-ben és a 20. században megújították.
- Nagyudva plébániája 1828-ban épült klasszicista stílusban.

## Külső hivatkozások
- Községinfó
- Vágudva Szlovákia térképén
- E-obce.sk Archiválva 2007. november 11-i dátummal a Wayback Machine-ben

## Lásd még
- Kölesfalva
- Nagyudva (és Kisudva)
- Sárosfalu
- Vágköre